# 臍ヘルニア
臍ヘルニア（さいヘルニア）とは、俗に言うでべそである。

## 概要
新生児の臍に存在するヘルニアは、時にはかなり大きいこともあるが、これらのヘルニアは5歳ごろにどのような処置をしなくてもおさまる傾向にある。
新生児の腹壁より底にある傷は鼠蹊部ヘルニアより大きいので、ヘルニアで腸管などの内臓器官が出ることはまれである。
赤ちゃんの腹部の器官が腹腔で覆われ、臍になり始める段階にこの奇形になる傾向がある。
臍帯が腹腔内から体外に出る部分は、臍輪とよばれ、繊維が臍帯の周囲をしっかりと輪状にとりまいていて、腹腔内容が腹壁外に、はみ出てこないようになっている。臍窩であるべき部分が陥凹しないで、逆に突出している場合を「臍突出症」と呼んでいる。臍輪が閉じており瘢痕組織により皮膚がおしあげられて臍突出を呈していたり、臍輪が開いていて腹腔内容が腹膜に包まれた形で脱出している状態が「臍ヘルニア」である。

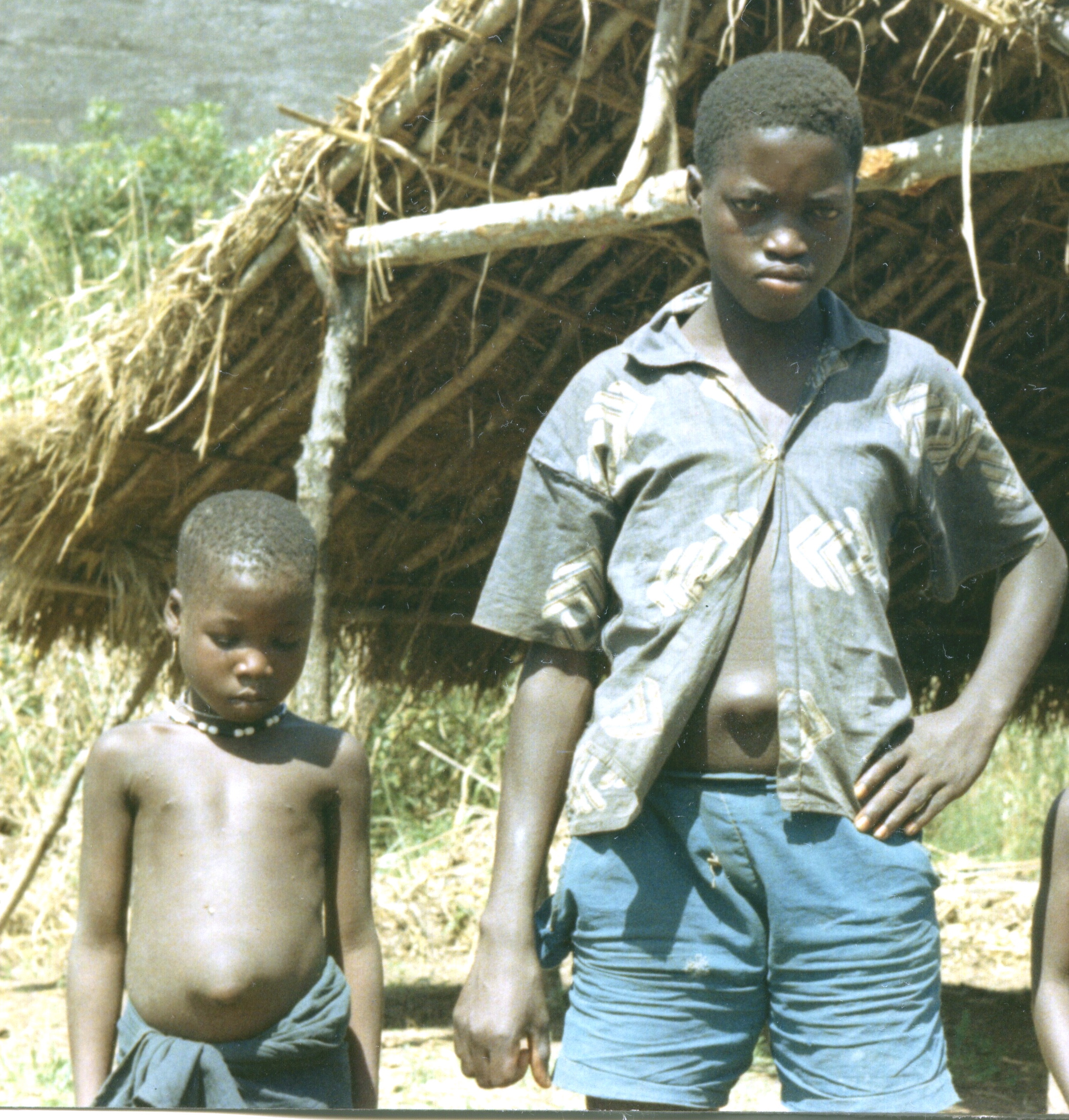
子供の臍ヘルニア

## 処理
開口部が小さいとき（1または2cm）、90%は3年以内（サイズにかかわらずすべての臍ヘルニアの85%の初期状態）に閉じて、これらのヘルニアが症状がなく、縮小されたならば、手術は全く必要ない（該当しない場合、手術を考えなければならない）。
地域によっては、ヘルニア門が閉鎖するまで臍にテープでコインを貼っておいたり絆創膏を臍に貼り付けることがあるが、コインにより腸の血流が悪くなったり絆創膏により皮膚がただれたりする上、ヘルニアを改善させる効果もはっきりしていないので、医学的には推奨されない。
手術により処置する際は、臍突出症では、突出した臍を正中で臍輪まで切開し、臍輪と臍皮膚との間に存在する瘢痕組織を除去して、皮膚弁状となって切り開かれた皮膚を適切な位置の臍輪に陥凹固定させる。 臍ヘルニアでは、隆起したヘルニア嚢上の皮膚を皮膚弁として作成・展開し、ヘルニア嚢を腹腔内に還納し、腹腔内容の脱出した臍輪が開いたヘルニア門があるので、腹直筋同士を正中に寄せて縫合し、臍窩を尾側へと十分深くなるように引き込んで固定し、立位で臍窩に水が貯められるような形とする。

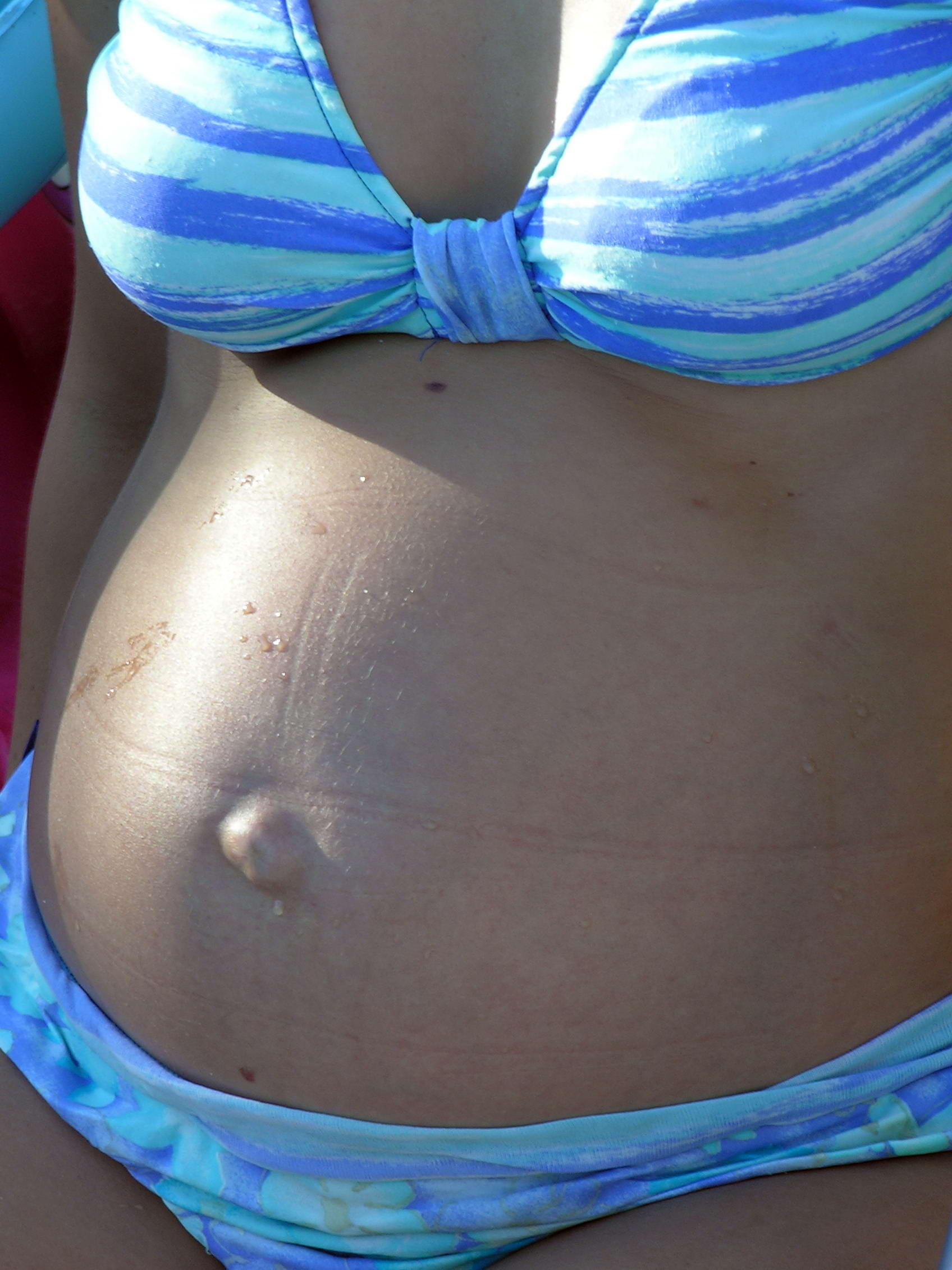
大人(妊婦)の臍ヘルニア

## 大人の臍ヘルニア
大人の臍ヘルニアは主に妊婦に頻繁に見られる。原因は繊維の異常な白線の交差である。
生まれた時の臍の緒の切り方が、臍ヘルニアの原因であると言われているが、これは俗説である。
臍の緒を自然に落とさせることで、幼児のうちに臍ヘルニアの可能性をなくすと言われている。
臍ヘルニアは、複雑な経頚静脈性肝内門脈体静脈分路として報告された。